# Фондација „Нушић”
Фондација за развој културе и стваралаштва „Нушић”, скраћено Фондација „Нушић”, налази се у улици Мајке Јевросиме 21 у Београду.

## Историјат
Основана је 2014. године са вишеструким циљевима који укључују, између осталог, унапређење, промовисање и заштиту људских, грађанских и мањинских права, као и подстицање мултикултуралности у свим сегментима друштвеног живота. У складу са тим, ради на афирмисању цинцарских народних обичаја, духовне и материјалне културе, уметности и књижевности, на очувању цинцарског језика као културног блага Европе.

## Активности
У просторијама фондације се сваког уторка одржавају састанци Српско-цинцарског друштва „Луњина”, као и сусрети и манифестације којима се обележавају битни моменти у цинцарској култури данас. Од 2014. до 2017. друштва „Луњина” је у просторијама Фондације држало часове цинцарског језика.
Неке од активности Фондације „Нушић” су:
- Унапређење и промовисање културе, уметности и књижевности на простору Србије, у иностранству, посебно у суседним државама,
- Очување лика и дела Бранислава Ђ. Нушића, српског комедиографа, књижевника, дипломате, академика, оснивача и управника националних позоришних институција на просторима Краљевине Југославије,
- Спровођење у дело његових недовршених идеја и културних концепата на широком простору јужнословенских земаља у заједништву свих културних институција југоисточне Европе,
- Даље развијање посебног доприноса Бранислава Нушића у иницијативама за оснивање дечијих позоришта у духу концепта позоришта „Рода” Гите Предић-Нушић,
- Допринос чувању националне, регионалне и локалне аутентичности, заштити нематеријалне и материјалне културне баштине, а посебно заштити културног идентитета у светлу глобализације и свеопште стандардизације,
- Подржавање идеје оживљавања варијетеа у простору фондације,
- Промовисање и заштита људских, грађанских и мањинских права, подстицање мултикултуралности у свим сегментима друштвеног живота, а посебно у области књижевности, образовања и туризма у оквиру одрживог развоја како града, тако и села,
- Афирмација цинцарских народних обичаја, цинцарске духовне и материјалне културе, цинцарске уметности и књижевности,
- Очување цинцарског језика као културног блага Европе,
- Ширење свести о значају заштите животне средине која је неодвојива од заштите културне баштине.

Неки од пројеката фондације су „Нушићевим Београдом”, „Нушић као дипломата” и „Српски писци у краткој форми”.